# Евдоксий, Зинон и Макарий
Евдокси́й, Зино́н и Ма́карий (др.-греч. Εὐδόξιος, Ζήνων καὶ Μακάριος; † ок. 312) — раннехристианские мученики.
Евдоксий, Зинон и Макарий пострадали за христианскую веру во время великого гонения при Диоклетиане в Мелитене.
Согласно Синаксарю Константинопольской церкви (X век) Евдоксий занимал должность комита. Диоклетиан издал указ, согласно которому жестко преследовали христиан. Евдоксий был взят воинами и приведён к игемону Мелитены. Симеон Метафраст сообщает более подробно о Евдоксии. Евдоксия находят воины, он ведёт их в свой дом, кормит обедом, прощается со своей женой Василиссой, надевает белые одежды, садится на белого коня. Беседует с игемоном Понтинианом. В своей речи Евдоксий обличает идолослужение и исповедует Христа истинным Богом. Здесь его вместе с Зиноном и Макарием по приказу игемона пытают, а затем всех троих обезглавливают.
В Синаксаре Константинопольской церкви о Ромиле и Евдоксии рассказывается в одной главе, но оговорено о том, что они жили в разное время.
В Минологии Василия II (X век) помещено объединённое сказание о святых, живших в разные века: Ромила, убитого во II веке Траяном; и Евдоксия, убитого в IV век Диоклетианом. Имена Зинона и Макария в Минологии не упоминаются. Смешение житий произошло, вероятно, из-за совпадения дня их памяти и по причине, что они пострадали в одном и том же месте. В Минологии Василия II помещено изображение Ромила вместе с Евдоксием.